# Atlantihyla
Atlantihyla é um género de anfíbios da família Hylidae. Está distribuído por Guatemala e Honduras.

## Espécies
- Atlantihyla melissa Townsend, Herrera-B., Hofmann, Luque-Montes, Ross, Dudek, Krygeris, Duchamp, and Wilson, 2020
- Atlantihyla panchoi (Duellman and Campbell, 1982)
- Atlantihyla spinipollex (Schmidt, 1936)